# Michael Portier

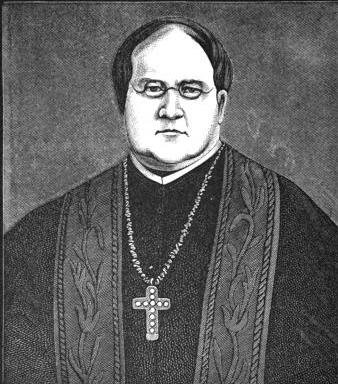
Michael Portier

Michael Portier (* 7. September 1795 in  Montbrison, Frankreich; † 14. Mai 1859 in Mobile, Alabama, Vereinigte Staaten) war ein römisch-katholischer Geistlicher und der erste Bischof von Mobile.

## Leben
Portier war 1817 in die Vereinigten Staaten eingewandert. Er studierte am St. Mary’s Seminary in Baltimore, Maryland und wurde für das Bistum Saint Louis am 16. Mai 1818 durch den Bischof Louis William Valentine DuBourg zum Priester geweiht. Acht Jahre später, am 26. August 1825, wurde er zum Titularbischof von Olena und zum ersten und einzigen Apostolischen Vikar des neugeschaffenen Vikariats für Alabama und Florida ernannt. Der Apostolische Administrator von Louisiana, Bischof Joseph Rosati, spendete ihm am 5. November des folgenden Jahres die Bischofsweihe.
Als Portier seine Amtstätigkeit aufnahm, war er der einzige Geistliche in dem Vikariat, zu dem nur drei Kirchengemeinden gehörten: Mobile in Alabama sowie St. Augustine und Pensacola in Florida. Portier ritt zu Pferde durch seinen Amtsbezirk, wobei er die Heilige Messe abhielt und die Sakramente erteilte.
Auf der Suche nach Helfern segelte er 1829 nach Europa und kehrte mit einigen Seminaristen und dem Priester Mathias Loras (1792–1858) zurück. Am 15. Mai 1829 wurde das Vikariat zum Bistum Mobile erhoben und Portier wurde zu dessen erstem Bischof. Seine Kathedrale war eine kleine Kirche, die rund sechs Meter breit und sechzehn Meter lang war, sein Wohn- und Amtssitz war ein in Holzständerbauweise erbautes Gebäude mit zwei Räumen. Der Bau einer neuen Kathedrale wurde 1837 begonnen und Bischof Portier konnte am 8. Dezember 1850 die Cathedral of the Immaculate Conception weihen. In jenem Jahr wurde der östliche Teil Floridas vom Bistum Mobile abgetrennt und dem Bistum Savannah zugeteilt.
Bischof Portier gründete 1830 das Spring Hill College und ernannte Mathias Loras zu seinem Rektor. Loras blieb auf diesem Posten, bis er von Bischof Portier am 10. Dezember 1837 zum Bischof von Dubuque geweiht wurde; dieser weihte 1847 einen weiteren Rektor des Colleges zum Bischof: John Stephen Bazin wurde am 24. Oktober 1847 der dritte Bischof von Vincennes.
1833 entsandte der Orden von der Heimsuchung Mariens aus Georgetown einige Ordensschwestern, die in Mobile den Visitation Convent und eine Mädchenschule aufbauten. Aus Frankreich brachte er um 1847 Angehörige der Frères du Sacré-Cœur aus Frankreich und der Genossenschaft der Töchter der christlichen Liebe vom Hl. Vinzenz von Paul aus Emmitsburg, Maryland nach Mobile, um Waisenhäuser für Jungen und Mädchen zu errichten. Eine seiner letzten Maßnahmen war die Gründung eines Krankenhauses, das heutige Providence Hospital, das damals wie heute von der Caritas betrieben wird.
Bischof Portier starb am 14. Mai 1859 im Alter von 63 Jahren und wurde in der Krypta der Kathedrale in Mobile bestattet.